# Persona (sorozat)
A Shin Megami Tensei: Persona vagy ahogy Japánban ismerik a PERSONA (ペルソナ; Hepburn: Perusona) egy szerepjátékokat tartalmazó sorozat, melyet az Atlus fejlesztett és adott ki. A sorozat a Megami Tensei sorozat egyik spin-offja, amely démonidézőkről szól. Ezzel ellentétben a Persona sorozat tizenéves gyerekekről szól akik meg tudják idézni a belsőjük megnyilvánulását, a Personájukat. A sorozat első játéka, a Megami Ibunroku (女神異聞録) ami azt jelenti, hogy az „Istennő Különös Meséinek Története”, ezzel jelezvén egy melléktörténetet vagy egy másik univerzumot. A sorozat drasztikus változáson ment keresztül a Shin Megami Tensei: Persona 3 alatt, melyeket a Shin Megami Tensei: Persona 4-ben tovább finomítottak. A sorozat minden tagjában máshogy idézik meg a szereplők a Personájukat, például az Evokerek segítségével a Shin Megami Tensei: Persona 3-ban vagy Tarot kártyákkal a Shin Megami Tensei: Persona 4-ben. Ugyan Japánon kívül a Persona sorozat tagjain megjelenik a Shin Megami Tensei név, azonban a Persona sorozat valójában a Shin Megami Tensei fősorozat spin-offja.

## Játékok
A sorozat két animéből és kilenc játékból áll, ebből öt főjáték; egy a PlayStation 2-es Shin Megami Tensei: Persona 3 feljavított változata, a Shin Megami Tensei: Persona 3: FES; egy a PlayStationös Revelations: Persona remakeje, a Shin Megami Tensei: Persona, egy a PlayStation 2-es Shin Megami Tensei: Persona 3 feljavított portja, a Shin Megami Tensei: Persona 3 Portable és egy pedig a PlayStationös Persona 2: Innocent Sin remakeje. A sorozat második címét két játékban adták ki: a Persona 2: Innocent Sin-t 1999-ben és a Persona 2: Eternal Punishment-et 2000-ben. Mindkét játékot PlayStationre adták ki. Csak az Eternal Punishment-et fordították le és adták ki Észak-Amerikában. Eddig a kilenc játék közül csak egyet nem adtak ki Észak-Amerikában, a Persona 2: Innocent Sin-t, de ugyanezen játék remakjének észak-amerikai kiadását még nem erősítették meg. A Shin Megami Tensei: Persona 3 drasztikus változást hozott a sorozatban azzal, hogy bemutatták a szocializációs elemeket. A játékos egy középiskolás tanulót irányít aki napközben iskolában jár, iskola után a játékos szabadon dönthet mit szeretne tenni, például elmehet moziba vagy a barátjaival is töltheti idejét. Ezek mind befolyásolják a játék harcait, amelyek éjszaka történnek. Az Evokerek; pisztoly alakú tárgyak miatt is ismertté vált a játék, melyekkel főbe lövik magukat a szereplők, hogy megidézzék Personáikat.

### Főjátékok
- Revelations: Persona[5] (1996: PlayStation, 1999: Microsoft Windows, Japánban Megami Ibunroku (女神異聞録?) néven ismert)
- Persona 2: Innocent Sin (1999: PlayStation, nem adták ki Észak-Amerikában)
- Persona 2: Eternal Punishment (2000: PlayStation)
- Shin Megami Tensei: Persona 3[6] (2006: PlayStation 2, első Európában is megjelent Persona játék)
- Shin Megami Tensei: Persona 4[7] (2008: PlayStation 2)
- Persona 5 (2016: PlayStation 3, PlayStation 4)

### Remake-ek
- Shin Megami Tensei: Persona 3: FES (2007: PlayStation 2)
- Shin Megami Tensei: Persona (2009: PlayStation Portable)
- Persona 3 Portable (2009: PlayStation Portable)
- Persona 2: Innocent Sin (2011: PlayStation Portable)
- Persona 4: The Golden (2012: PlayStation Vita)

### Spin offok
- Persona 4: The Ultimate in Mayonaka Arena (2012: arcade, PlayStation 3, Xbox 360)

### Anime
- Persona: Trinity Soul (2008)
- Persona 4: The Animation (2011)

### A sorozat jövője
2010 márciusában a Persona 3 és Persona 4 rendezője és producere, Hasino Kacura azt nyilatkozta a Dengeki PlayStation japán videójáték-magazinnak, hogy elkezdték a Persona sorozat következő játékának fejlesztését. Azt is megemlítette, hogy be kíván vezetni olyan dolgokat, melyekre számítani lehet a sorozattól és, hogy meg akar változtatni olyan dolgokat, melyet meg lehet változtatni ezen kereteken belül. 2009 szeptemberében Meguro Sódzsit az Atlus egyik alkalmazottját a Sony weblapján a PlayStation 3-ra készülő Persona 5 producerének jelölték meg. Azonban az Australian Classification Board 2010. május 24-ei besorolása a PS3-as verzió mellett egy PSP változatot is listázott, amely azt is jelentheti, hogy az Atlus kizárólag Sony PSP-re fogja elkészíteni. Az E3 2010 rendezvényen bejelentettek egy játékot Nintendo 3DS konzolra; viszont azonkívül, hogy a Persona sorozat tagja mást nem tudni róla, azt sem, hogy egy másik játék portja, remakeje vagy pedig egy teljesen új játék lesz.

## Gyakori elemek

### Personák
Mindegyik játékban máshogy idézik meg a Personákat és ezeknek a Personáknak különböző képességeik vannak. A Revelations: Persona-ban minden szereplőnek három Personája lehet, az erősebb Personákat a démonoktól elnyert kártyák Velvet Roomban való kombinálásával lehet megszerezni. Ezeket a kártyákat nem a démonokkal való harcban kapja a játékos, hanem ezekkel való beszélgetésekben, ez a Megami Tensei sorozat többi játékában is megtalálható. Mindkét Persona 2 játékban a Personák megidézése a Revelations: Persona-éhoz hasonló, azonban a szereplők csak az árkánumuknak megfelelő Personákat idézhetik meg. Philemon a főszereplők Personáit egy erősebbé alakítja át. A Persona 3-ban a Personákat a „Specialized Extracurricular Execution Squad” tagjai az Evokerük segítségével idézik meg. Minden szereplő Personájának megvannak az erősségei és a gyenge pontjai is és mindegyik egy Főbb Árkánumba tartozik. A játékban a Főhős az egyetlen olyan szereplő aki több Personát is magával tud vinni, amivel nagyobb szélességű képességekre tehet szert, mint bármely másik szereplő. A Persona 3-tól a csapat tagjainak Personái átalakulnak egy erősebb változatba bizonyos történeti események hatására. A Főhős képes több Personát is magával vinni és váltani ezek között a harcok alatt, ezzel nagyobb szélességű képességekre szert téve, hasonlóan a Persona 3-hoz.

### Tárgyalási rendszer
A Megami Tensei játékokhoz hasonlóan a játékos démonokat szervezhet a csapatába, a Revelations: Persona-ban és a Persona 2-ben a játékos beszélgethet a démonokkal, hogy pénzt, tárgyakat vagy információkat szerezzen. Ezt hívják a „Contact” rendszernek. Ezek a beszélgetések a harcok alatt történnek, amelyekkel a játékos akár az egész harcot átugorhatja. A démonokkal való beszélgetéshez a játékos kiválasztja az egyik szereplőt amelyik a démonnal fog beszélni. Minden szereplőnek négy egyedi módszere van a kommunikációhoz, például a démonoknak való hízelgés vagy az éneklés. Minden ellenfélnek saját személyisége van és minden módszerre máshogy reagálnak. Ez lehet öröm, félelem, düh vagy szomorúság. Ha a játékos eléggé felkeltette a démon figyelmét akkor az adhat a játékosnak egy kártyát, amellyel Personákat hozhat létre a Velvet Roomban.
A Persona 2-ben minden szereplő különböző módon veheti fel a kapcsolatot a démonokkal, például a játék főszereplője, Maya aki egy magazinnál dolgozik, interjút készít a démonokkal, míg Uala jósol nekik. A játékos nem csak egy szereplőt használhat, hanem egyszerre hármat is. A Revelations: Persona-hoz hasonlóan a démonoknak saját személyiségük van és ez befolyásolja a különböző módszerekre való válaszukat. A játékos négy választ idézhet elő: düh, félelem, öröm vagy érdeklődés. Ugyanazon válasz háromszori előhozása esetén a démon tenni fog valamit; egy dühös démon megtámadja a játékost, egy megfélemlített elmenekül, egy boldog démon pénzt vagy tárgyakat ad a játékosnak, míg egy érdeklődő démon Tarot kártyákat ad a játékosnak, amelyekkel új Personákat lehet létrehozni.

### Social Linkek
A Social Linkekek a Persona 3-ban jelentek meg először, de a Persona 4 szerves részét is képezi. A Social Linkek az élet és randiszimulátor játékok elemeit viszi be a játékba. A Persona 3-ban játékos egy középiskolás diákot irányít aki napközben iskolában jár, iskola után a játékos szabadon dönthet mit szeretne tenni, például elmehet moziba vagy a barátjaival is töltheti idejét. Ezek mind befolyásolják a játék harcait amik éjszaka történnek. A Persona 4-ben a Social Linkek jóval nagyobb lehetőséget rejtenek a játékos számára. A Social Linkek a Főhős által kötött barátságokat szimbolizálják, mindegyik egy Főbb Árkánumhoz tartotozik. Amikor egy Social Link létrejön akkor az 1-es szinten kezd, de ha a Főhős sok időt tölt azzal a személlyel akkor az akár 10-es szintre is emelkedhet. Mivel a „tápolás” vagy más néven „grinding” nem túl hatékony módja a Personák fejlesztésének, ezért a Social Linkek a játékmenet szerves részét képezik. A Social Linkek bónuszokat adnak a játékosnak ha a Velvet Roomban egy új Personát hoz létre. A Social Linkek a Főhős képességeit is befolyásolják, amelyek játékonként eltérőek: a Persona 3-ban a kisugárzását, az intelligenciáját és a bátorságát, a Persona 4-ben pedig a felfogását, a szorgalmát, a bátorságát, a tudását és a kifejező képességét, de ezek különböző egyéb tevékenységekkel is növelhetők. Ezek a képességek befolyásolják a Social Linkeken kívüli mindennapi tevékenységeket is.

### Velvet Room
A Velvet Room egy különleges szoba, amely szinte mindegyik Shin Megami Tensei: Persona játékban megtalálható, általában egy Igor nevű személy vezeti és a funkciója az egész sorozat alatt ugyanaz; a Personák kombinálása. Ennek módszere a játékok között eltérő, a Revelations: Persona-ban a démonoktól kapott kártyák kombinálásával lehet létrehozni új Personákat. A  A Persona 2-ben szintén a démonoktól kapott kártyák kombinálásával lehet létrehozni új Personákat, azonban mindegyik szereplő megszabott Personákát használhat csak. Persona 3-ban csak a főszereplő képes belépni a Velvet Roomba ahol több Personát kombinálhat így létrehozva egy új erősebbet. Az új Persona azon Personák képességeit örökli amikkel létrehozták, ezenfelül bónusz tapasztalati pontokat kaphat ha a megfelelő Social Link szintje elég nagy. A főszereplő szintjének meg kell egyezni vagy nagyobbnak kell lennie mint a létrehozni kívánt Personáé. A Persona Compendium tartalmazza az összes korábban regisztrált Personát, innen a játékos bármikor visszahívhatja őket egy megadott pénzösszegért. A Persona 4-ben a Velvet Room szerepe a Persona 3-éhoz hasonló, de már új szolgáltatásokkal bővült. Mindegyik Persona az egyik Főbb Árkánumot jelképezi. Ha a Persona árkánumához tartozó Social Link szintje magas akkor a Persona bónuszokat fog kapni. A bónusz annál nagyobb minél nagyobb a Social Link szintje.

## Fogadtatás
| Játék                                  | GameRankings | Metacritic |
| -------------------------------------- | ------------ | ---------- |
| Revelations: Persona                   | 79,79%       | 78%        |
| Persona 2: Innocent Sin                | 92,00%       | –          |
| Persona 2: Eternal Punishment          | 83,83%       | 83%        |
| Shin Megami Tensei: Persona 3          | 87,36%       | 86%        |
| Shin Megami Tensei: Persona 3: FES     | 87,63%       | 89%        |
| Shin Megami Tensei: Persona 4          | 92,40%       | 90%        |
| Shin Megami Tensei: Persona            | 78,17%       | 78%        |
| Shin Megami Tensei: Persona 3 Portable | 91,59%       | 91%        |

A Shin Megami Tensei: Persona sorozat összességében pozitív kritikákat kapott, az újabb játékok esetében dicsérték a harcrendszert és az erős történeteket. A randiszimulátor elemek beépítését a sorozatba nagyon sok kritikus tetszését elnyerték. A GameSpy egyik tesztelője, Patrick Joynt dicsérte a sorozat szocializációs elemeit, és ezeket mondta rá: „szinte teljesen lenyűgöző” és „nem tudom eléggé hangsúlyozni mennyire jól meg lett csinálva”.
A Persona 3 és a Persona 4 számos „évtized legjobb szerepjátéka” listának az élén vagy annak közelében helyezkedett el. Az RPGFan „Az elmúlt évtized legjobb 20 RPG-je” listáján a Persona 4 negyedik, míg a Persona 3 a második helyen végzett a Shin Megami Tensei: Digital Devil Saga mögött. Az RPGamer az „Évtized legjobb RPG-i” listáján az első helyre sorolta a Persona 3-at.

## Fordítás
- Ez a szócikk részben vagy egészben a Shin Megami Tensei: Persona című angol Wikipédia-szócikk fordításán alapul.  Az eredeti cikk szerkesztőit annak laptörténete sorolja fel. Ez a jelzés csupán a megfogalmazás eredetét és a szerzői jogokat jelzi, nem szolgál a cikkben szereplő információk forrásmegjelöléseként.